# Antimuón
Un antimuón (también llamado anti muon o antipartícula mu) es la antipartícula del muon. Es una partícula elemental. Pertenece a la segunda generación de leptones. Y, por ello es muy inestable, su vida media es de tan solo dos microsegundos. Tiene, aproximadamente la masa de 200 veces la del electrón; 105.7 MeV/c².

## Desintegración
Se desintegra en un positrón, un neutrino electrónico y un antineutrino muónico.

## Historia

### Muon
El muon fue la primera partícula elemental descubierta que no pertenece a los átomos. Fue descubierto por Carl David Anderson en 1936 mientras estudiaba la radiación cósmica, al detectar la presencia de partículas que se curvaban al pasar por un campo electromagnético de forma distinta a los electrones y a otras partículas conocidas, con una curvatura intermedia entre el electrón y el protón. En un principio se lo llamó mesotrón (raíz griega meso, medio). Más tarde nuevas partículas intermedias, con curvatura entre el electrón y el protón, adoptaron el nombre genérico de mesón o mesones (plural), se vio en la necesidad de diferenciar tal partícula (que, es elemental, en comparación a las otras partículas), pasó a llamarse "µ-mesón", y luego muon.

### Del muon al antimuon
Luego de ser reconocida, y de tener su lugar en el modelo estándar, el muon, debería tener su antipartícula, llamada antimuon, con las características iguales y opuestas.

## Muonio
En 1960, se descubrió que el antimuon podía reemplazar al protón en un átomo, al descubrirse los átomos de muonio, en los cuales un electrón orbita en torno a un antimuon. Se desintegra rápidamente (un poco más de 2 microsegundos) dando un electrón y dos neutrinos. Tiene su propio símbolo Mu.